# Bolyu jezik
Bolyu jezik (ISO 639-3: ply; baliu, lai, lailai, paliu, palju, palyu, polyu), austroazijski jezik porodice mon-khmer, kojim govori 10 000 ljudi (1993). Govori se u Guangxiju (okruzi Xilin i Longlin) na granici s Guizhouom i Yunnanom, Kina. Možda je srodan buganskom [bbh], drugim predstavnikom skupine palyu.
Etnički su klasificirani u nacionalnost Gelao, Kinezi ih zovu Lai.

## Vanjske poveznice
- Ethnologue (14th)
- Ethnologue (15th)